# Дівчина какаова
Какаова дівчина (Stegastes variabilis) — риба родини Помацентрові, що водиться на коралових та скельних рифах в Карибському морі і на прилеглих ділянках Атлантичного океану та Мексиканської затоки.

## Таксономія
Дівчина какаова — один з 39 видів роду Stegastes Jenyns, 1840. Видове означення пов'язано з назвою дерева Какао (Theobroma cacao).

## Загальний опис
Тіло риби має овальну форму, стиснуте з боків, загальна довжина в середньому 12.5 см. Верхня половина тіла забарвлена в темно-синій або коричневий колір, нижня половина яскраво-жовта. На боках тонкі вертикальні темні смужки, на верхній частині стебла хвостового плавця та на каудальній частині спинного плавця — дві заокруглені темні плями. Спинний плавець має 12 твердих нерозгалужених променів та 14-17 м'яких розгалужених. Анальний плавець несе два твердих нерозгалужених променя та 12-15 м'яких розгалужених. Хвостовий плавець слабковилчастий, з заокругленими лопатями.
Забарвлення молодих особин характеризується великою кількістю дрібних блакитних плям і смуг на голові та верхній частині тіла, включаючи дві плями та/або смужки у верхній частині райдужної оболонки ока. Темна пляма з блакитною окантовкою, що нагадує око, розташована також на місці переходу нерозгалужених променів спинного плавця в розгалужені. Аналогічна темна пляма з блакитною окантовкою на верхній частині стебла хвостового плавця доходить майже до бічної лінії. У міру дорослішання молоді риби набувають синьо-жовтого забарвлення, характерного для статевозрілих особин.

## Екологія виду
Дорослі риби харчуються в основному бентосними водоростями, а також губками, асцидіями та актиніями; молоді риби — дрібними безхребетними, такими як копеподи та дрібні немертини.

При нересті самки відкладають ікру, прикріплюючи її до порожніх мушель, каменів та інших дрібних донних об'єктів. Самець охороняє кладку, а також активними рухами плавців забезпечує примусову циркуляцію води навколо неї.